# Combate de Quiapata
El combate de Quiapata, ocurrido el 2 de mayo de 1821 en la quebrada del mismo nombre en la provincia de Canta en la sierra de Lima, enfrentó a las montoneras del caudillo independentista Cayetano Quirós con una avanzada realista al mando del capitán Juan Garrido y que formaba parte de la división del brigadier Mariano Ricafort.

## Antecedentes
A comienzos de 1821 el nuevo virrey La Serna comisionó al brigadier Ricafort para que al frente de una división limpiase de merodeadores y guerrilleros los pueblos de la sierra hasta el valle de Jauja y de esta manera despejar los caminos a la ciudad de Lima que por entonces se encontraba bloqueada por los montoneros y privada de recursos. Reunida con la división del general Gerónimo Valdés las fuerzas realistas batieron a las partidas alzadas en el valle de Jauja (3 de marzo) para luego dirigirse por la banda occidental del mismo a Cerro de Pasco pasando antes por Tarma. Tras reagruparse en Jauja las dos divisiones realistas y debiendo regresar a Lima, la de Valdés tomó el camino de San Mateo siendo hostigado por los montoneros y debiendo ser auxiliado por la división de Rodil con cuya ayuda pudo arribar a Lima sin mayores dificultades. Por su parte la división de Ricafort tomó el camino de Canta siendo que la mañana del 2 de mayo de 1821 y mientras su vanguardia constituida por la compañía de cazadores del batallón Imperial Alejandro atravesaba la quebrada de Quiapata fue repentinamente atacada por la partida que capitaneba el ya conocido montonero Cayetano Quirós.

## El combate
Posicionados en las alturas de la quebrada los montoneros abrieron un nutrido fuego de fusilería sobre los cazadores realistas el cual fue acompañado por el gran desprendimiento de galgas (enormes piedras que eran lanzadas cuesta abajo) causando con ello la confusión y desorganización de la columna realista sin que está, por encontrarse en una posición desventajosa, pudiera oponer una efectiva resistencia ni rechazar el ataque, dispersada la compañía y luego de perder un oficial y 19 individuos de tropa muertos el resto de ella con su capitán Garrido fue hecha prisionera en su mayor parte pereciendo un número no determinado de soldados ahogados en el río durante su desesperada retirada. Cuando el resto de la división encabezada por el mismo Ricafort arribó al lugar, los montoneros de Quirós retornaron a las alturas desde donde continuaron combatiendo hasta agotar sus municiones, luego de lo cual se retiraron sin ser perseguidos por los realistas, durante esta acción el brigadier Ricafort fue herido de gravedad cuando una bala le alcanzó en la parte inferior de la pierna quebrándole la tibia y el peroné y debiendo por tanto ser conducido el resto del trayecto en camilla lo que unido al lastimoso estado de sus hombres produjo una honda impresión entre los habitantes de Lima cuyas campanas había ordenado el virrey fueran echadas al vuelo para saludar el regreso de la división.

## Consecuencias
A consecuencia de sus heridas y las que posteriormente recibiría en uno de los combates durante el primer sitio del Callao, el brigadier Ricafort quedó permanentemente incapacitado para el servicio militar retornado a España poco después, Cayetano Quirós y sus montoneros continuarían sus exitosas correrías por la sierra central hasta abril de 1822 en que derrotado por fin por las fuerzas del general José Carratala sería luego capturado y fusilado en la plaza de Ica junto a otros patriotas el 5 de mayo de 1822.